# ATP Challenger Reggio Calabria
Der ATP Challenger Reggio Calabria (offiziell: Reggio Calabria Challenger) war ein Tennisturnier, das 1991 und 1992 in Reggio Calabria, Italien, stattfand. Es gehörte zur ATP Challenger Tour und wurde im Freien auf Sand gespielt.

## Liste der Sieger

### Einzel
| Jahr | Sieger         | Finalgegner         | Ergebnis |
| ---- | -------------- | ------------------- | -------- |
| 1992 | Roberto Azar   | Alberto Berasategui | 6:4, 6:2 |
| 1991 | Lars Koslowski | Saša Hiršzon        | 6:4, 6:2 |

### Doppel
| Jahr | Sieger                            | Finalgegner                        | Ergebnis |
| ---- | --------------------------------- | ---------------------------------- | -------- |
| 1992 | Brent Haygarth Tomáš Anzari       | João Cunha e Silva Dmytro Poljakow | 6:4, 7:6 |
| 1991 | Cristian Brandi Federico Mordegan | Massimo Boscatto Eugenio Rossi     | 7:5, 6:3 |